# Keti Cacalaszwili
Keti Cacalaszwili, gruz. ქეთი წაწალაშვილი (ur. 10 czerwca 1992 w Tbilisi) – gruzińska szachistka, arcymistrzyni od 2011 roku.

## Kariera szachowa
Wielokrotnie reprezentowała Gruzję na mistrzostwach świata i Europy juniorek w różnych kategoriach wiekowych, zdobywając 6 medali: dwa złote (Kemer 2007 – MŚ do 16 lat, Batumi 2010 – ME do 18 lat), dwa srebrne (Antalya 2009 – MŚ do 18 lat, Fermo 2009 – ME do 18 lat) oraz dwa brązowe (Szybenik 2007 – ME do 16 lat, Vũng Tàu 2008 – MŚ do 16 lat).
Normy na tytuł mistrzyni międzynarodowej wypełniła w latach 2007 (w Kemerze – norma przyznana za tytuł mistrzyni świata juniorek do 16 lat) oraz 2008 (w Tbilisi, podczas finału indywidualnych mistrzostw Gruzji kobiet oraz w Los Llanos de Aridane). W 2009 r. zdobyła w Tbilisi tytuł wicemistrzyni Gruzji juniorek do 18 lat, natomiast w 2010 r. zwyciężyła w turnieju Florencio Campomanes Memorial-WIM w Ankarze. W 2010 r. wypełniła pierwszą normę na tytuł arcymistrzyni (podczas mistrzostw Gruzji), natomiast w 2011 – dwie pozostałe (podczas indywidualnych mistrzostw Europy w Tbilisi).
Najwyższy ranking w dotychczasowej karierze osiągnęła 1 marca 2010 r., z wynikiem 2326 punktów zajmowała wówczas 16. miejsce wśród gruzińskich szachistek.